# ریخت‌شناسی (فولکلور)
ریخت‌شناسی در فولکلور به شناخت ساختار داستان‌ها و فولکلورها می‌پردازد.
ولادیمر پراپ در مورد ریخت‌شناسی داستان مطالبی دارد:
به دید او در تمام داستان‌های فولکلوریک چهار مورد یافت می‌شود:
- عناصر ثابت و همیشگی داستان‌ها که بنیاد داستان را می‌سازند.
- شماری نقش ویژه که در داستان محدود است.
- جایگزینی و پیایند (توالی) نقش‌های ویژه که همواره یکسان است.
- همه داستان‌ها از نظر ساختاری یک گونه هستند و می‌توان گونهٔ نهایی را کشف کرد.

ریخت‌شناسی داستان، هفت دسته شخصیت‌های اصلی برای هر حکایت بازمی‌شناسد:
۱.قهرمان ۲.شخصیت زن اصلی ۳.مرد سالخورده ۴.همراه (دوست) ۵.فرستنده ۶.ضدقهرمان ۷.قهرمان دروغین